# Mozgowo
Mozgowo (niem. Nosewitz) – wieś w Polsce położona w województwie warmińsko-mazurskim, w powiecie iławskim, w gminie Zalewo.
W latach 1975–1998 miejscowość administracyjnie należała do województwa olsztyńskiego.
Wieś wzmiankowana w dokumentach z roku 1346, jako wieś pruska na 8 włókach. Pierwotna nazwa wsi – Nosgowithen.
W roku 1782 we wsi odnotowano 7 domów (dymów), natomiast w 1858 w sześciu gospodarstwach domowych było 61 mieszkańców. W latach 1937–39 we wsi było 40 mieszkańców. 
W roku 1973 wieś Mozgowo należała do powiatu morąskiego, gmina Zalewo, poczta Boreczno.